# Eurytela flavescens
Eurytela flavescens är en fjärilsart som beskrevs av Aurivillius 1894. Eurytela flavescens ingår i släktet Eurytela och familjen praktfjärilar. Inga underarter finns listade i Catalogue of Life.